# Skîbivșciîna, Velîka Bahacika
Skîbivșciîna (în ucraineană Скибівщина) este un sat în comuna Krotivșciîna din raionul Velîka Bahacika, regiunea Poltava, Ucraina.

## Demografie
Componența lingvistică a localității Skîbivșciîna
     Ucraineană (97,83%)
     Română (2,17%)
Conform recensământului din 2001, majoritatea populației localității Skîbivșciîna era vorbitoare de ucraineană (97,83%), existând în minoritate și vorbitori de română (2,17%).